# Interlands Roemeens voetbalelftal 2000-2009
Deze pagina toont een gedetailleerd overzicht van de interlands die het Roemeens voetbalelftal heeft gespeeld in de periode 2000 – 2009.

## Interlands

### 2000
|                                                                   |         |                                       |          |                                                                                     |
| 2 februari Vriendschappelijk Cyprus Toernooi № «onderlinge duels» | Letland | 0 – 2                                 | Roemenië | Pafiako Stadion, Paphos Toeschouwers: 300 Scheidsrechter: Mihalis Karaiskakis (GRE) |
| 2 februari Vriendschappelijk Cyprus Toernooi № «onderlinge duels» |         | 18' Laurenţiu Roşu 69' Marius Niculae |          | Pafiako Stadion, Paphos Toeschouwers: 300 Scheidsrechter: Mihalis Karaiskakis (GRE) |

|                                                                   |                      |       |                    |                                                                                 |
| 4 februari Vriendschappelijk Cyprus Toernooi № «onderlinge duels» | Georgië              | 1 – 1 | Roemenië           | GSP Stadium, Strovolos Toeschouwers: 200 Scheidsrechter: Costas Kapitanis (CYP) |
| 4 februari Vriendschappelijk Cyprus Toernooi № «onderlinge duels» | Temoeri Ketsbaia 49' |       | 81' Cătălin Hîldan | GSP Stadium, Strovolos Toeschouwers: 200 Scheidsrechter: Costas Kapitanis (CYP) |

|                                                                  |       | strafschoppen                                                               |  |
| Georgi Nemsadze Temoeri Ketsbaia Zaza Dzjanasjia Levan Silagadze | 2 – 4 | Florin Bătrânu Florentin Dumitru Florentin Petre Radu Niculescu Bogdan Mara |  |

|                                                                   |                                                                |       |                                     |                                                                                        |
| 6 februari Vriendschappelijk Cyprus Toernooi № «onderlinge duels» | Cyprus                                                         | 3 – 2 | Roemenië                            | GSP Stadium, Strovolos Toeschouwers: 4.000 Scheidsrechter: Giannakis Kiprianidis (CYP) |
| 6 februari Vriendschappelijk Cyprus Toernooi № «onderlinge duels» | Giannis Okkas 5' Hristos Poyiatzis 69' Marios Agathokleous 99' |       | 16' Bogdan Mara 55' Pompiliu Stoica | GSP Stadium, Strovolos Toeschouwers: 4.000 Scheidsrechter: Giannakis Kiprianidis (CYP) |

|                                                 |                                           |       |          |                                                                                |
| 29 maart Vriendschappelijk № «onderlinge duels» | Griekenland                               | 2 – 0 | Roemenië | Olympisch Stadion, Athene Toeschouwers: 2.569 Scheidsrechter: Alain Sars (FRA) |
| 29 maart Vriendschappelijk № «onderlinge duels» | Giorgos Amanatidis 59' Lampros Houtos 88' |       |          | Olympisch Stadion, Athene Toeschouwers: 2.569 Scheidsrechter: Alain Sars (FRA) |

|                                                 |                                        |       |        |                                                                                           |
| 26 april Vriendschappelijk № «onderlinge duels» | Roemenië                               | 2 – 0 | Cyprus | Stadionul Gheorghe Hagi, Constanța Toeschouwers: 20.000 Scheidsrechter: Marcel Lică (ROM) |
| 26 april Vriendschappelijk № «onderlinge duels» | Adrian Mutu 58' Ionel Ganea 80' (pen.) |       |        | Stadionul Gheorghe Hagi, Constanța Toeschouwers: 20.000 Scheidsrechter: Marcel Lică (ROM) |

|                                                         |                                        |       |                     |                                                                                   |
| 27 mei Vriendschappelijk № «onderlinge duels» 20:30 uur | Nederland                              | 2 – 1 | Roemenië            | Amsterdam Arena, Amsterdam Toeschouwers: 43.500 Scheidsrechter: Terje Hauge (NOR) |
| 27 mei Vriendschappelijk № «onderlinge duels» 20:30 uur | Marc Overmars 43' Patrick Kluivert 68' |       | 70' Viorel Moldovan | Amsterdam Arena, Amsterdam Toeschouwers: 43.500 Scheidsrechter: Terje Hauge (NOR) |

|                                               |                                         |       |                        |                                                                                       |
| 3 juni Vriendschappelijk № «onderlinge duels» | Roemenië                                | 2 – 1 | Griekenland            | Stadionul Steaua, Boekarest Toeschouwers: 12.000 Scheidsrechter: Mircea Salomir (ROM) |
| 3 juni Vriendschappelijk № «onderlinge duels» | Liviu Ciobotariu 8' Florentin Petre 78' |       | 83' Nikos Lyberopoulos | Stadionul Steaua, Boekarest Toeschouwers: 12.000 Scheidsrechter: Mircea Salomir (ROM) |

| EK voetbal 2000 |
| --------------- |

|                                                |                   |       |                    |                                                                                            |
| 12 juni Euro 2000 Groep A № «onderlinge duels» | Duitsland         | 1 – 1 | Roemenië           | Stade Maurice Dufrasne, Luik Toeschouwers: 30.000 Scheidsrechter: Kim Milton Nielsen (DEN) |
| 12 juni Euro 2000 Groep A № «onderlinge duels» | Mehmet Scholl 28' |       | 5' Viorel Moldovan | Stade Maurice Dufrasne, Luik Toeschouwers: 30.000 Scheidsrechter: Kim Milton Nielsen (DEN) |

|                                                |                |       |          |                                                                               |
| 17 juni Euro 2000 Groep A № «onderlinge duels» | Portugal       | 1 – 0 | Roemenië | GelreDome, Arnhem Toeschouwers: 18.200 Scheidsrechter: Gilles Veissière (FRA) |
| 17 juni Euro 2000 Groep A № «onderlinge duels» | Costinha 90+4' |       |          | GelreDome, Arnhem Toeschouwers: 18.200 Scheidsrechter: Gilles Veissière (FRA) |

|                                                          |                                          |       |                                                               |                                                                                            |
| 20 juni Euro 2000 Groep A № «onderlinge duels» 20:45 uur | Engeland                                 | 2 – 3 | Roemenië                                                      | Stade du Pays de Charleroi, Charleroi Toeschouwers: 27.000 Scheidsrechter: Urs Meier (SUI) |
| 20 juni Euro 2000 Groep A № «onderlinge duels» 20:45 uur | Alan Shearer 41' (pen.) Michael Owen 45' |       | 22' Cristian Chivu 48' Dorinel Munteanu 89' (pen.) Ioan Ganea | Stade du Pays de Charleroi, Charleroi Toeschouwers: 27.000 Scheidsrechter: Urs Meier (SUI) |

|                                                               |                                         |       |          |                                                                                                |
| 24 juni Euro 2000 Kwartfinales № «onderlinge duels» 20:45 uur | Italië                                  | 2 – 0 | Roemenië | Koning Boudewijnstadion, Brussel Toeschouwers: 30.000 Scheidsrechter: Vítor Melo Pereira (POR) |
| 24 juni Euro 2000 Kwartfinales № «onderlinge duels» 20:45 uur | Francesco Totti 33' Filippo Inzaghi 43' |       |          | Koning Boudewijnstadion, Brussel Toeschouwers: 30.000 Scheidsrechter: Vítor Melo Pereira (POR) |

|  |  |  |  |  |  |  |  |  |

|                                                    |                 |       |                        |                                                                                        |
| 16 augustus Vriendschappelijk № «onderlinge duels» | Roemenië        | 1 – 1 | Polen                  | Stadionul Cotroceni, Boekarest Toeschouwers: 5.000 Scheidsrechter: Atanas Uzunov (BUL) |
| 16 augustus Vriendschappelijk № «onderlinge duels» | Adrian Ilie 21' |       | 79' Emmanuel Olisadebe | Stadionul Cotroceni, Boekarest Toeschouwers: 5.000 Scheidsrechter: Atanas Uzunov (BUL) |

|                                                  |                 |       |          |                                                                                     |
| 3 september WK-kwalificatie № «onderlinge duels» | Roemenië        | 1 – 0 | Litouwen | Stadionul Steaua, Boekarest Toeschouwers: 3.000 Scheidsrechter: Morgan Norman (SWE) |
| 3 september WK-kwalificatie № «onderlinge duels» | Ionel Ganea 89' |       |          | Stadionul Steaua, Boekarest Toeschouwers: 3.000 Scheidsrechter: Morgan Norman (SWE) |

|                                                |                                                              |       |          |                                                                                        |
| 7 oktober WK-kwalificatie № «onderlinge duels» | Italië                                                       | 3 – 0 | Roemenië | Stadio Giuseppe Meazza, Milaan Toeschouwers: 54.297 Scheidsrechter: Jan Wegereef (NED) |
| 7 oktober WK-kwalificatie № «onderlinge duels» | Filippo Inzaghi 12' Marco Delvecchio 16' Francesco Totti 41' |       |          | Stadio Giuseppe Meazza, Milaan Toeschouwers: 54.297 Scheidsrechter: Jan Wegereef (NED) |

|                                                    |                                      |       |                       |                                                                                     |
| 15 november Vriendschappelijk № «onderlinge duels» | Roemenië                             | 2 – 1 | Joegoslavië           | Stadionul Steaua, Boekarest Toeschouwers: 4.000 Scheidsrechter: Mustafa Çulcu (TUR) |
| 15 november Vriendschappelijk № «onderlinge duels» | Dennis Șerban 3' Cosmin Bărcăuan 90' |       | 87' Siniša Mihajlović | Stadionul Steaua, Boekarest Toeschouwers: 4.000 Scheidsrechter: Mustafa Çulcu (TUR) |

|                                                   |                                                              |       |                                      |                                                                                       |
| 5 december Vriendschappelijk № «onderlinge duels» | Algerije                                                     | 3 – 2 | Roemenië                             | Stade 19 Mai 1956, Annaba Toeschouwers: 20.000 Scheidsrechter: Mohamed Benaissa (ALG) |
| 5 december Vriendschappelijk № «onderlinge duels» | Billal Dziri 22' Mahieddine Meftah 26' Fares Djabelkheir 36' |       | 1' Marius Niculae 45' Marius Niculae | Stade 19 Mai 1956, Annaba Toeschouwers: 20.000 Scheidsrechter: Mohamed Benaissa (ALG) |

|                                                   |                                              |       |                                                           |                                                                                      |
| 8 december Vriendschappelijk № «onderlinge duels» | Algerije                                     | 2 – 3 | Roemenië                                                  | Stade 19 Mai 1956, Annaba Toeschouwers: 15.000 Scheidsrechter: Salim Ouassissi (ALG) |
| 8 december Vriendschappelijk № «onderlinge duels» | Fares Djabelkheir 19' Mohamed Kherkhache 72' |       | 10' Cosmin Bărcăuan 18' Marius Niculae 70' Marius Niculae | Stade 19 Mai 1956, Annaba Toeschouwers: 15.000 Scheidsrechter: Salim Ouassissi (ALG) |

### 2001
|                                                                    |                      |       |          |                                                                             |
| 26 februari Vriendschappelijk Cyprus Toernooi № «onderlinge duels» | Roemenië             | 1 – 0 | Oekraïne | GSP Stadium, Strovolos Toeschouwers: 60 Scheidsrechter: Loizos Loizou (CYP) |
| 26 februari Vriendschappelijk Cyprus Toernooi № «onderlinge duels» | Liviu Ciobotariu 99' |       |          | GSP Stadium, Strovolos Toeschouwers: 60 Scheidsrechter: Loizos Loizou (CYP) |

|                                                                    |          |                                                 |          |                                                                                   |
| 28 februari Vriendschappelijk Cyprus Toernooi № «onderlinge duels» | Litouwen | 0 – 3                                           | Roemenië | GSP Stadium, Strovolos Toeschouwers: 1.500 Scheidsrechter: Kostas Kapitanis (CYP) |
| 28 februari Vriendschappelijk Cyprus Toernooi № «onderlinge duels» |          | 12' Ionel Ganea 40' Ionel Ganea 57' Paul Codrea |          | GSP Stadium, Strovolos Toeschouwers: 1.500 Scheidsrechter: Kostas Kapitanis (CYP) |

|                                                         |          |                                         |        |                                                                                       |
| 24 maart WK-kwalificatie № «onderlinge duels» 21:30 uur | Roemenië | 0 – 2                                   | Italië | Stadionul Steaua, Boekarest Toeschouwers: 24.000 Scheidsrechter: Herbert Fandel (GER) |
| 24 maart WK-kwalificatie № «onderlinge duels» 21:30 uur |          | 29' Filippo Inzaghi 33' Filippo Inzaghi |        | Stadionul Steaua, Boekarest Toeschouwers: 24.000 Scheidsrechter: Herbert Fandel (GER) |

|                                                         |         |                                        |          |                                                                                           |
| 28 maart WK-kwalificatie № «onderlinge duels» 20:00 uur | Georgië | 0 – 2                                  | Roemenië | Boris Paitsjadzestadion, Tbilisi Toeschouwers: 27.000 Scheidsrechter: Rune Pedersen (NOR) |
| 28 maart WK-kwalificatie № «onderlinge duels» 20:00 uur |         | 68' Dorinel Munteanu 81' Cosmin Contra |          | Boris Paitsjadzestadion, Tbilisi Toeschouwers: 27.000 Scheidsrechter: Rune Pedersen (NOR) |

|                                                 |          |       |           |                                                                                    |
| 25 april Vriendschappelijk № «onderlinge duels» | Roemenië | 0 – 0 | Slowakije | Stadionul Astra, Ploiești Toeschouwers: 2.000 Scheidsrechter: Ghenadie Orlic (MDA) |
| 25 april Vriendschappelijk № «onderlinge duels» |          |       |           | Stadionul Astra, Ploiești Toeschouwers: 2.000 Scheidsrechter: Ghenadie Orlic (MDA) |

|                                                       |                                      |       |           |                                                                                    |
| 2 juni WK-kwalificatie № «onderlinge duels» 20:30 uur | Roemenië                             | 2 – 0 | Hongarije | Stadionul Steaua, Boekarest Toeschouwers: 20.256 Scheidsrechter: Éric Poulat (FRA) |
| 2 juni WK-kwalificatie № «onderlinge duels» 20:30 uur | Marius Niculae 5' Marius Niculae 24' |       |           | Stadionul Steaua, Boekarest Toeschouwers: 20.256 Scheidsrechter: Éric Poulat (FRA) |

|                                                       |                     |       |                                     |                                                                                     |
| 6 juni WK-kwalificatie № «onderlinge duels» 17:00 uur | Litouwen            | 1 – 2 | Roemenië                            | Stadionul Steaua, Boekarest Toeschouwers: 3.000 Scheidsrechter: Anton Stredák (SVK) |
| 6 juni WK-kwalificatie № «onderlinge duels» 17:00 uur | Artūras Fomenka 87' |       | 31' Adrian Ilie 49' Viorel Moldovan | Stadionul Steaua, Boekarest Toeschouwers: 3.000 Scheidsrechter: Anton Stredák (SVK) |

|                                                              |                                         |       |                                        |                                                                                     |
| 15 augustus Vriendschappelijk № «onderlinge duels» 20:00 uur | Slovenië                                | 2 – 2 | Roemenië                               | Centralni Stadion, Ljubljana Toeschouwers: 4.200 Scheidsrechter: Sead Kulović (BIH) |
| 15 augustus Vriendschappelijk № «onderlinge duels» 20:00 uur | Milenko Ačimovič 55' Zlatko Zahovič 75' |       | 14' Marius Niculae 66' Viorel Moldovan | Centralni Stadion, Ljubljana Toeschouwers: 4.200 Scheidsrechter: Sead Kulović (BIH) |

|                                                            |           |                                    |          |                                                                             |
| 5 september WK-kwalificatie № «onderlinge duels» 20:15 uur | Hongarije | 0 – 2                              | Roemenië | Népstadion, Boedapest Toeschouwers: 6.000 Scheidsrechter: Hugh Dallas (SCO) |
| 5 september WK-kwalificatie № «onderlinge duels» 20:15 uur |           | 11' Adrian Ilie 27' Marius Niculae |          | Népstadion, Boedapest Toeschouwers: 6.000 Scheidsrechter: Hugh Dallas (SCO) |

|                                                          |                      |       |                         |                                                                                     |
| 6 oktober WK-kwalificatie № «onderlinge duels» 21:45 uur | Roemenië             | 1 – 1 | Georgië                 | Stadionul Steaua, Boekarest Toeschouwers: 16.500 Scheidsrechter: Ľuboš Micheľ (SVK) |
| 6 oktober WK-kwalificatie № «onderlinge duels» 21:45 uur | Gheorghe Popescu 88' |       | 54' Aleksander Iasjvili | Stadionul Steaua, Boekarest Toeschouwers: 16.500 Scheidsrechter: Ľuboš Micheľ (SVK) |

|                                                                      |                                       |       |                    |                                                                                           |
| 10 november WK-kwalificatie Play-offs № «onderlinge duels» 20:15 uur | Slovenië                              | 2 – 1 | Roemenië           | Centralni Stadion, Ljubljana Toeschouwers: 9.000 Scheidsrechter: Kim Milton Nielsen (DEN) |
| 10 november WK-kwalificatie Play-offs № «onderlinge duels» 20:15 uur | Milenko Ačimovič 41' Milan Osterc 68' |       | 26' Marius Niculae | Centralni Stadion, Ljubljana Toeschouwers: 9.000 Scheidsrechter: Kim Milton Nielsen (DEN) |

|                                                                      |                   |       |                    |                                                                                     |
| 14 november WK-kwalificatie Play-offs № «onderlinge duels» 20:15 uur | Roemenië          | 1 – 1 | Slovenië           | Stadionul Steaua, Boekarest Toeschouwers: 30.000 Scheidsrechter: Hellmut Krug (GER) |
| 14 november WK-kwalificatie Play-offs № «onderlinge duels» 20:15 uur | Cosmin Contra 65' |       | 55' Mladen Rudonja | Stadionul Steaua, Boekarest Toeschouwers: 30.000 Scheidsrechter: Hellmut Krug (GER) |

### 2002
|                                                    |                                      |       |                |                                                                                         |
| 13 februari Vriendschappelijk № «onderlinge duels» | Frankrijk                            | 2 – 1 | Roemenië       | Stade de France, Saint-Denis Toeschouwers: 80.000 Scheidsrechter: Dick van Egmond (NED) |
| 13 februari Vriendschappelijk № «onderlinge duels» | Patrick Vieira 1' Emmanuel Petit 27' |       | 89' Ioan Ganea | Stade de France, Saint-Denis Toeschouwers: 80.000 Scheidsrechter: Dick van Egmond (NED) |

|                                                 |                                                                        |       |                        |                                                                                             |
| 27 maart Vriendschappelijk № «onderlinge duels» | Roemenië                                                               | 4 – 1 | Oekraïne               | Stadionul Gheorghe Hagi, Constanța Toeschouwers: 7.000 Scheidsrechter: Giorgos Douros (GRE) |
| 27 maart Vriendschappelijk № «onderlinge duels» | Dorinel Munteanu 12' Daniel Pancu 17' Daniel Pancu 31' Ionel Ganea 37' |       | 47' Serhiy Shishchenko | Stadionul Gheorghe Hagi, Constanța Toeschouwers: 7.000 Scheidsrechter: Giorgos Douros (GRE) |

|                                                               |                  |       |                                |                                                                                                   |
| 17 april Vriendschappelijk № 608 «onderlinge duels» 17:30 uur | Polen            | 1 – 2 | Roemenië                       | Zdzisław Krzyszkowiak Stadion, Bydgoszcz Toeschouwers: 18.000 Scheidsrechter: Yuri Baskakov (RUS) |
| 17 april Vriendschappelijk № 608 «onderlinge duels» 17:30 uur | Tomasz Hajto 85' |       | 30' Ioan Ganea 35' Adrian Mutu | Zdzisław Krzyszkowiak Stadion, Bydgoszcz Toeschouwers: 18.000 Scheidsrechter: Yuri Baskakov (RUS) |

|                                                    |          |                            |             |                                                                                           |
| 21 augustus Vriendschappelijk № «onderlinge duels» | Roemenië | 0 – 1                      | Griekenland | Stadionul Gheorghe Hagi, Constanța Toeschouwers: 15.000 Scheidsrechter: Metin Tokat (TUR) |
| 21 augustus Vriendschappelijk № «onderlinge duels» |          | 17' Stelios Giannakopoulos |             | Stadionul Gheorghe Hagi, Constanța Toeschouwers: 15.000 Scheidsrechter: Metin Tokat (TUR) |

|                                                     |                 |                                                      |          |                                                                                    |
| 7 september EK-kwalificatie № 65 «onderlinge duels» | Bosnië en Herz. | 0 – 3                                                | Roemenië | Koševo Stadion, Sarajevo Toeschouwers: 4.000 Scheidsrechter: Lucilio Batista (POR) |
| 7 september EK-kwalificatie № 65 «onderlinge duels» |                 | 7' Cristian Chivu 9' Dorinel Munteanu 28' Ioan Ganea |          | Koševo Stadion, Sarajevo Toeschouwers: 4.000 Scheidsrechter: Lucilio Batista (POR) |

|                                                 |          |                     |           |                                                                                       |
| 12 oktober EK-kwalificatie № «onderlinge duels» | Roemenië | 0 – 1               | Noorwegen | Ghencea Stadion, Boekarest Toeschouwers: 21.000 Scheidsrechter: Valentin Ivanov (RUS) |
| 12 oktober EK-kwalificatie № «onderlinge duels» |          | 83' Steffen Iversen |           | Ghencea Stadion, Boekarest Toeschouwers: 21.000 Scheidsrechter: Valentin Ivanov (RUS) |

|                                                           |           | |          |                                                                                       |
| 16 oktober EK-kwalificatie № «onderlinge duels» 20:00 uur | Luxemburg | 0 – 7 | Roemenië | Stade Josy Barthel, Luxemburg Toeschouwers: 2.100 Scheidsrechter: Romāns Lajuks (LAT) |
| 16 oktober EK-kwalificatie № «onderlinge duels» 20:00 uur |           | 2' Viorel Moldovan 5' Viorel Moldovan 24' Mirel Rădoi 45' Cosmin Contra 47' Cosmin Contra 80' Tiberiu Ghioane 87' Cosmin Contra |          | Stade Josy Barthel, Luxemburg Toeschouwers: 2.100 Scheidsrechter: Romāns Lajuks (LAT) |

|                                                    |          |                    |         |                                                                                              |
| 20 november Vriendschappelijk № «onderlinge duels» | Roemenië | 0 – 1              | Kroatië | Dan Păltinișanustadion, Timișoara Toeschouwers: 36.000 Scheidsrechter: János Megyebíró (HUN) |
| 20 november Vriendschappelijk № «onderlinge duels» |          | 47' Tomislav Marić |         | Dan Păltinișanustadion, Timișoara Toeschouwers: 36.000 Scheidsrechter: János Megyebíró (HUN) |

### 2003
|                                                    |                                      |       |                  |                                                                                |
| 12 februari Vriendschappelijk № «onderlinge duels» | Roemenië                             | 2 – 1 | Slowakije        | GSZ Stadion, Larnaca Toeschouwers: 150 Scheidsrechter: Tasos Papaioannou (CYP) |
| 12 februari Vriendschappelijk № «onderlinge duels» | Dorinel Munteanu 38' Ionel Ganea 40' |       | 6' Róbert Vittek | GSZ Stadion, Larnaca Toeschouwers: 150 Scheidsrechter: Tasos Papaioannou (CYP) |

|                                               |                                     |       | |                                                                                        |
| 29 maart EK-kwalificatie № «onderlinge duels» | Roemenië                            | 2 – 5 | Denemarken                                                                                                  | Stadionul Național, Boekarest Toeschouwers: 55.000 Scheidsrechter: Manuel Mejuto (ESP) |
| 29 maart EK-kwalificatie № «onderlinge duels» | Adrian Mutu 5' Dorinel Munteanu 47' |       | 9' Dennis Rommedahl 53' Thomas Gravesen 71' Jon Dahl Tomasson 74' (e.d.) Cosmin Contra 90' Dennis Rommedahl | Stadionul Național, Boekarest Toeschouwers: 55.000 Scheidsrechter: Manuel Mejuto (ESP) |

|                                                           |          |                  |          |                                                                                   |
| 30 april Vriendschappelijk № «onderlinge duels» 17:00 uur | Litouwen | 0 – 1            | Roemenië | SDiSG Stadionas, Kaunas Toeschouwers: 3.000 Scheidsrechter: Andrejs Sipailo (LAT) |
| 30 april Vriendschappelijk № «onderlinge duels» 17:00 uur |          | 63' Florin Bratu |          | SDiSG Stadionas, Kaunas Toeschouwers: 3.000 Scheidsrechter: Andrejs Sipailo (LAT) |

|                                                          |                                |       |                |                                                                               |
| 7 juni EK-kwalificatie № 71 «onderlinge duels» 19:00 uur | Roemenië                       | 2 – 0 | Bosnië en Her. | Ion Oblemenco, Craiova Toeschouwers: 25.000 Scheidsrechter: Ruud Bossen (NED) |
| 7 juni EK-kwalificatie № 71 «onderlinge duels» 19:00 uur | Adrian Mutu 46' Ioan Ganea 88' |       |                | Ion Oblemenco, Craiova Toeschouwers: 25.000 Scheidsrechter: Ruud Bossen (NED) |

|                                              |                                |       |                 |                                                                                |
| 11 juni EK-kwalificatie № «onderlinge duels» | Noorwegen                      | 1 – 1 | Roemenië        | Ullevaal Stadion, Oslo Toeschouwers: 24.890 Scheidsrechter: Ľuboš Micheľ (SVK) |
| 11 juni EK-kwalificatie № «onderlinge duels» | Ole Gunnar Solskjær 78' (pen.) |       | 64' Ionel Ganea | Ullevaal Stadion, Oslo Toeschouwers: 24.890 Scheidsrechter: Ľuboš Micheľ (SVK) |

|                                                              |          |                                        |          |                                                                                  |
| 20 augustus Vriendschappelijk № «onderlinge duels» 18:00 uur | Oekraïne | 0 – 2                                  | Roemenië | Shakhtar Stadion, Donetsk Toeschouwers: 25.000 Scheidsrechter: Igor Egorov (RUS) |
| 20 augustus Vriendschappelijk № «onderlinge duels» 18:00 uur |          | 28' (pen.) Adrian Mutu 58' Adrian Mutu |          | Shakhtar Stadion, Donetsk Toeschouwers: 25.000 Scheidsrechter: Igor Egorov (RUS) |

|                                                            |                                                                  |       |           |                                                                                |
| 6 september EK-kwalificatie № «onderlinge duels» 19:30 uur | Roemenië                                                         | 4 – 0 | Luxemburg | Stadionul Astra, Ploiești Toeschouwers: 4.500 Scheidsrechter: Alon Yefet (ISR) |
| 6 september EK-kwalificatie № «onderlinge duels» 19:30 uur | Adrian Mutu 39' Daniel Pancu 42' Ioan Ganea 43' Florin Bratu 77' |       |           | Stadionul Astra, Ploiești Toeschouwers: 4.500 Scheidsrechter: Alon Yefet (ISR) |

|                                                   |                                                 |       |                                  |                                                                         |
| 10 september EK-kwalificatie № «onderlinge duels» | Denemarken                                      | 2 – 2 | Roemenië                         | Parken, Kopenhagen Toeschouwers: 42.049 Scheidsrechter: Urs Meier (SUI) |
| 10 september EK-kwalificatie № «onderlinge duels» | Jon Dahl Tomasson 35' (pen.) Martin Laursen 90' |       | 51' Adrian Mutu 72' Daniel Pancu | Parken, Kopenhagen Toeschouwers: 42.049 Scheidsrechter: Urs Meier (SUI) |

|                                                             |                 |       |                        |                                                                                        |
| 11 oktober Vriendschappelijk № «onderlinge duels» 14:00 uur | Roemenië        | 1 – 1 | Japan                  | Stadionul Dinamo, Boekarest Toeschouwers: 9.000 Scheidsrechter: Fernando Carmona (ESP) |
| 11 oktober Vriendschappelijk № «onderlinge duels» 14:00 uur | Adrian Mutu 16' |       | 58' Atsushi Yanagisawa | Stadionul Dinamo, Boekarest Toeschouwers: 9.000 Scheidsrechter: Fernando Carmona (ESP) |

|                                                              |                   |       |          |                                                                                     |
| 16 november Vriendschappelijk № «onderlinge duels» 17:00 uur | Italië            | 1 – 0 | Roemenië | Stadio Del Conero, Ancona Toeschouwers: 11.700 Scheidsrechter: Wolfgang Stark (GER) |
| 16 november Vriendschappelijk № «onderlinge duels» 17:00 uur | Marco Di Vaio 58' |       |          | Stadio Del Conero, Ancona Toeschouwers: 11.700 Scheidsrechter: Wolfgang Stark (GER) |

### 2004
|                                                                              |         |                                                   |          |                                                                            |
| 18 februari Vriendschappelijk Cyprus Toernooi № «onderlinge duels» 14:00 uur | Georgië | 0 – 3                                             | Roemenië | GSZ Stadion, Larnaca Toeschouwers: 200 Scheidsrechter: Romāns Lajuks (LAT) |
| 18 februari Vriendschappelijk Cyprus Toernooi № «onderlinge duels» 14:00 uur |         | 30' Adrian Mutu 70' Adrian Mutu 87' Florin Cernat |          | GSZ Stadion, Larnaca Toeschouwers: 200 Scheidsrechter: Romāns Lajuks (LAT) |

|                                                 |                    |       |                                     |                                                                               |
| 31 maart Vriendschappelijk № «onderlinge duels» | Schotland          | 1 – 2 | Roemenië                            | Hampden Park, Glasgow Toeschouwers: 20.433 Scheidsrechter: Jouni Hyytiä (FIN) |
| 31 maart Vriendschappelijk № «onderlinge duels» | James McFadden 57' |       | 37' Cristian Chivu 52' Daniel Pancu | Hampden Park, Glasgow Toeschouwers: 20.433 Scheidsrechter: Jouni Hyytiä (FIN) |

|                                                 | |       |                  |                                                                                          |
| 28 april Vriendschappelijk № «onderlinge duels» | Roemenië                                                                                            | 5 – 1 | Duitsland        | Stadionul Giulești, Boekarest Toeschouwers: 12.000 Scheidsrechter: Roberto Rosetti (ITA) |
| 28 april Vriendschappelijk № «onderlinge duels» | Mihăiţă Pleşan 21' Răzvan Raț 23' Ionel Dănciulescu 35' Ionel Dănciulescu 43' Gabriel Caramarin 85' |       | 88' Philipp Lahm | Stadionul Giulești, Boekarest Toeschouwers: 12.000 Scheidsrechter: Roberto Rosetti (ITA) |

|                                               |                  |       |          |                                                                                 |
| 27 mei Vriendschappelijk № «onderlinge duels» | Ierland          | 1 – 0 | Roemenië | Lansdowne Road, Dublin Toeschouwers: 42.356 Scheidsrechter: Jaroslav Jara (CZE) |
| 27 mei Vriendschappelijk № «onderlinge duels» | Matt Holland 84' |       |          | Lansdowne Road, Dublin Toeschouwers: 42.356 Scheidsrechter: Jaroslav Jara (CZE) |

|                                                            |                                     |       |                               |                                                                                         |
| 18 augustus WK-kwalificatie № «onderlinge duels» 19:30 uur | Roemenië                            | 2 – 1 | Finland                       | Giuleștistadion, Boekarest Toeschouwers: 17.500 Scheidsrechter: Grzegorz Gilewski (POL) |
| 18 augustus WK-kwalificatie № «onderlinge duels» 19:30 uur | Adrian Mutu 50' Florentin Petre 89' |       | 90' (pen.) Aleksej Jerjomenko | Giuleștistadion, Boekarest Toeschouwers: 17.500 Scheidsrechter: Grzegorz Gilewski (POL) |

|                                                  |                                  |       |                        |                                                                                           |
| 4 september WK-kwalificatie № «onderlinge duels» | Roemenië                         | 2 – 1 | Macedonië              | Stadionul Ion Oblemenco, Craiova Toeschouwers: 17.000 Scheidsrechter: Konrad Plautz (AUT) |
| 4 september WK-kwalificatie № «onderlinge duels» | Daniel Pancu 15' Adrian Mutu 86' |       | 73' Aleksandar Vasoski | Stadionul Ion Oblemenco, Craiova Toeschouwers: 17.000 Scheidsrechter: Konrad Plautz (AUT) |

|                                                  |                       |       |                                                                                         |                                                                                       |
| 8 september WK-kwalificatie № «onderlinge duels» | Andorra               | 1 – 5 | Roemenië                                                                                | Estadi Comunal, Andorra la Vella Toeschouwers: 600 Scheidsrechter: Knut Kircher (GER) |
| 8 september WK-kwalificatie № «onderlinge duels» | Marc Pujol 27' (pen.) |       | 2' Florin Cernat 5' Daniel Pancu 16' Marius Niculae 70' Marius Niculae 82' Daniel Pancu | Estadi Comunal, Andorra la Vella Toeschouwers: 600 Scheidsrechter: Knut Kircher (GER) |

|                                                          |                       |       |          |                                                                                |
| 9 oktober WK-kwalificatie № «onderlinge duels» 17:00 uur | Tsjechië              | 1 – 0 | Roemenië | Toyota Arena, Praag Toeschouwers: 16.028 Scheidsrechter: Roberto Rosetti (ITA) |
| 9 oktober WK-kwalificatie № «onderlinge duels» 17:00 uur | Jan Koller 35' (pen.) |       |          | Toyota Arena, Praag Toeschouwers: 16.028 Scheidsrechter: Roberto Rosetti (ITA) |

|                                                  |                    |       |                    |                                                                                          |
| 17 november WK-kwalificatie № «onderlinge duels» | Armenië            | 1 – 1 | Roemenië           | Republican Stadion, Jerevan Toeschouwers: 2.500 Scheidsrechter: Frank De Bleeckere (BEL) |
| 17 november WK-kwalificatie № «onderlinge duels» | Karen Dokhoyan 62' |       | 28' Ciprian Marica | Republican Stadion, Jerevan Toeschouwers: 2.500 Scheidsrechter: Frank De Bleeckere (BEL) |

### 2005
|                                                       |                                           |       |                                       |                                                                               |
| 9 februari Vriendschappelijk № 585 «onderlinge duels» | Roemenië                                  | 2 – 2 | Slowakije                             | GSZ Stadion, Larnaca Toeschouwers: 500 Scheidsrechter: Kostas Kapitanis (CYP) |
| 9 februari Vriendschappelijk № 585 «onderlinge duels» | Daniel Pancu 38' (pen.) Daniel Opriţa 89' |       | 12' Róbert Vittek 44' Miroslav Karhan | GSZ Stadion, Larnaca Toeschouwers: 500 Scheidsrechter: Kostas Kapitanis (CYP) |

|                                                   |          |                                |           |                                                                                      |
| 26 maart WK-kwalificatie № 586 «onderlinge duels» | Roemenië | 0 – 2                          | Nederland | Stadionul Giulești, Boekarest Toeschouwers: 19.000 Scheidsrechter: Luis Medina (ESP) |
| 26 maart WK-kwalificatie № 586 «onderlinge duels» |          | 1' Phillip Cocu 84' Ryan Babel |           | Stadionul Giulești, Boekarest Toeschouwers: 19.000 Scheidsrechter: Luis Medina (ESP) |

|                                                   |                  |       |                                     |                                                                               |
| 30 maart WK-kwalificatie № 587 «onderlinge duels» | Macedonië        | 1 – 2 | Roemenië                            | Gradski Stadion, Skopje Toeschouwers: 10.000 Scheidsrechter: Tom Øvrebø (NOR) |
| 30 maart WK-kwalificatie № 587 «onderlinge duels» | Goran Maznov 31' |       | 18' Nicolae Mitea 58' Nicolae Mitea | Gradski Stadion, Skopje Toeschouwers: 10.000 Scheidsrechter: Tom Øvrebø (NOR) |

|                                                 |                                 |       |          |                                                                                 |
| 4 juni WK-kwalificatie № 588 «onderlinge duels» | Nederland                       | 2 – 0 | Roemenië | De Kuip, Rotterdam Toeschouwers: 50.000 Scheidsrechter: Massimo De Santis (ITA) |
| 4 juni WK-kwalificatie № 588 «onderlinge duels» | Arjen Robben 26' Dirk Kuijt 47' |       |          | De Kuip, Rotterdam Toeschouwers: 50.000 Scheidsrechter: Massimo De Santis (ITA) |

|                                                 |                                                  |       |         |                                                                                                 |
| 8 juni WK-kwalificatie № 589 «onderlinge duels» | Roemenië                                         | 3 – 0 | Armenië | Stadionul Gheorghe Hagi, Constanța Toeschouwers: 5.146 Scheidsrechter: Athanasios Briakos (GRE) |
| 8 juni WK-kwalificatie № 589 «onderlinge duels» | Ovidiu Petre 28' Gigel Bucur 38' Gigel Bucur 78' |       |         | Stadionul Gheorghe Hagi, Constanța Toeschouwers: 5.146 Scheidsrechter: Athanasios Briakos (GRE) |

|                                                      |                                 |       |         |                                                                                           |
| 17 augustus WK-kwalificatie № 590 «onderlinge duels» | Roemenië                        | 2 – 0 | Andorra | Stadionul Gheorghe Hagi, Constanța Toeschouwers: 12.000 Scheidsrechter: Haim Yaacov (ISR) |
| 17 augustus WK-kwalificatie № 590 «onderlinge duels» | Adrian Mutu 29' Adrian Mutu 41' |       |         | Stadionul Gheorghe Hagi, Constanța Toeschouwers: 12.000 Scheidsrechter: Haim Yaacov (ISR) |

|                                                                |                                 |       |          |                                                                                           |
| 3 september WK-kwalificatie № 591 «onderlinge duels» 20:00 uur | Roemenië                        | 2 – 0 | Tsjechië | Stadionul Gheorghe Hagi, Constanța Toeschouwers: 16.000 Scheidsrechter: Terje Hauge (NOR) |
| 3 september WK-kwalificatie № 591 «onderlinge duels» 20:00 uur | Adrian Mutu 27' Adrian Mutu 58' |       |          | Stadionul Gheorghe Hagi, Constanța Toeschouwers: 16.000 Scheidsrechter: Terje Hauge (NOR) |

|                                                              |         |                        |          |                                                                                 |
| 8 oktober WK-kwalificatie № 592 «onderlinge duels» 15:00 uur | Finland | 0 – 1                  | Roemenië | Olympiastadion, Helsinki Toeschouwers: 10.117 Scheidsrechter: Anton Genov (BUL) |
| 8 oktober WK-kwalificatie № 592 «onderlinge duels» 15:00 uur |         | 41' (pen.) Adrian Mutu |          | Olympiastadion, Helsinki Toeschouwers: 10.117 Scheidsrechter: Anton Genov (BUL) |

|                                                                  |                   |       |                                   |                                                                                               |
| 12 november Vriendschappelijk № 593 «onderlinge duels» 20:00 uur | Roemenië          | 1 – 2 | Ivoorkust                         | Stade Omnisports Léon Bollée, Le Mans Toeschouwers: 5.377 Scheidsrechter: Fredy Fautrel (FRA) |
| 12 november Vriendschappelijk № 593 «onderlinge duels» 20:00 uur | Adrian Iencsi 52' |       | 48' Arouna Koné 90+1' Bakary Koné | Stade Omnisports Léon Bollée, Le Mans Toeschouwers: 5.377 Scheidsrechter: Fredy Fautrel (FRA) |

|                                                        |                                                           |       |         |                                                                                      |
| 16 november Vriendschappelijk № 594 «onderlinge duels» | Roemenië                                                  | 3 – 0 | Nigeria | Stadionul Steaua, Boekarest Toeschouwers: 500 Scheidsrechter: Veaceslav Banari (MDA) |
| 16 november Vriendschappelijk № 594 «onderlinge duels» | Daniel Niculae 17' Florentin Petre 49' Laurenţiu Roşu 89' |       |         | Stadionul Steaua, Boekarest Toeschouwers: 500 Scheidsrechter: Veaceslav Banari (MDA) |

### 2006
|                                                                        |                                    |       |         |                                                                                     |
| 28 februari Vriendschappelijk Cyprus Toernooi № 595 «onderlinge duels» | Roemenië                           | 2 – 0 | Armenië | GSP Stadion, Strovolos Toeschouwers: 1.000 Scheidsrechter: Ioannis Tsahilidis (GRE) |
| 28 februari Vriendschappelijk Cyprus Toernooi № 595 «onderlinge duels» | Vasile Maftei 72' Răzvan Cociș 86' |       |         | GSP Stadion, Strovolos Toeschouwers: 1.000 Scheidsrechter: Ioannis Tsahilidis (GRE) |

|                                                                              |                                           |       |          |                                                                               |
| 1 maart Vriendschappelijk Cyprus Toernooi № 596 «onderlinge duels» 16:00 uur | Roemenië                                  | 2 – 0 | Slovenië | GSZ Stadion, Larnaca Toeschouwers: 300 Scheidsrechter: Valery Vyalichka (BLR) |
| 1 maart Vriendschappelijk Cyprus Toernooi № 596 «onderlinge duels» 16:00 uur | Ionuţ Mazilu 22' Andrej Pečnik 53' (e.d.) |       |          | GSZ Stadion, Larnaca Toeschouwers: 300 Scheidsrechter: Valery Vyalichka (BLR) |

|                                                             |                                       |       |          |                                                                                      |
| 24 mei Vriendschappelijk № 597 «onderlinge duels» 20:00 uur | Uruguay                               | 2 – 0 | Roemenië | Memorial Coliseum, Los Angeles Toeschouwers: 4.152 Scheidsrechter: Kevin Stott (USA) |
| 24 mei Vriendschappelijk № 597 «onderlinge duels» 20:00 uur | Gonzalo Vargas 46' Gonzalo Vargas 59' |       |          | Memorial Coliseum, Los Angeles Toeschouwers: 4.152 Scheidsrechter: Kevin Stott (USA) |

|                                                             |                                    |       |               |                                                                                   |
| 26 mei Vriendschappelijk № 598 «onderlinge duels» 20:00 uur | Roemenië                           | 2 – 0 | Noord-Ierland | Soldier Field, Chicago Toeschouwers: 15.000 Scheidsrechter: Michael Kennedy (USA) |
| 26 mei Vriendschappelijk № 598 «onderlinge duels» 20:00 uur | Mugurel Buga 7' Daniel Niculae 11' |       |               | Soldier Field, Chicago Toeschouwers: 15.000 Scheidsrechter: Michael Kennedy (USA) |

|                                                             |          |       |          |                                                                              |
| 27 mei Vriendschappelijk № 599 «onderlinge duels» 21:30 uur | Colombia | 0 – 0 | Roemenië | Soldier Field, Chicago Toeschouwers: 15.000 Scheidsrechter: Brian Hall (USA) |
| 27 mei Vriendschappelijk № 599 «onderlinge duels» 21:30 uur |          |       |          | Soldier Field, Chicago Toeschouwers: 15.000 Scheidsrechter: Brian Hall (USA) |

|                                                        |                                 |       |        |                                                                                       |
| 16 augustus Vriendschappelijk № 600 «onderlinge duels» | Roemenië                        | 2 – 0 | Cyprus | Stadionul Farul, Constanța Toeschouwers: 10.000 Scheidsrechter: Sorin Corpodean (ROM) |
| 16 augustus Vriendschappelijk № 600 «onderlinge duels» | Nicolae Dică 4' Adrian Mutu 29' |       |        | Stadionul Farul, Constanța Toeschouwers: 10.000 Scheidsrechter: Sorin Corpodean (ROM) |

|                                                      |                                       |       |                                     |                                                                                      |
| 2 september EK-kwalificatie № 601 «onderlinge duels» | Roemenië                              | 2 – 2 | Bulgarije                           | Stadionul Farul, Constanța Toeschouwers: 15.000 Scheidsrechter: Stefano Farina (ITA) |
| 2 september EK-kwalificatie № 601 «onderlinge duels» | Laurenţiu Roşu 41' Ciprian Marica 55' |       | 82' Martin Petrov 83' Martin Petrov | Stadionul Farul, Constanța Toeschouwers: 15.000 Scheidsrechter: Stefano Farina (ITA) |

|                                                      |         |                                         |          | |
| 6 september EK-kwalificatie № 602 «onderlinge duels» | Albanië | 0 – 2                                   | Roemenië | Stadiumi Kombëtar Qemal Stafa, Tirana Toeschouwers: 12.000 Scheidsrechter: Olegário Benquerença (POR) |
| 6 september EK-kwalificatie № 602 «onderlinge duels» |         | 65' Nicolae Dică 75' (pen.) Adrian Mutu |          | Stadiumi Kombëtar Qemal Stafa, Tirana Toeschouwers: 12.000 Scheidsrechter: Olegário Benquerença (POR) |

|                                                    |                                                   |       |                       |                                                                                        |
| 7 oktober EK-kwalificatie № 603 «onderlinge duels» | Roemenië                                          | 3 – 1 | Wit-Rusland           | Stadionul Steaua, Boekarest Toeschouwers: 12.500 Scheidsrechter: Alberto Undiano (ESP) |
| 7 oktober EK-kwalificatie № 603 «onderlinge duels» | Adrian Mutu 8' Ciprian Marica 10' Dorin Goian 76' |       | 20' Sergej Kornilenko | Stadionul Steaua, Boekarest Toeschouwers: 12.500 Scheidsrechter: Alberto Undiano (ESP) |

|                                                        |        |                    |          |                                                                                              |
| 15 november Vriendschappelijk № 604 «onderlinge duels» | Spanje | 0 – 1              | Roemenië | Estadio Ramón de Carranza, Cádiz Toeschouwers: 16.000 Scheidsrechter: Domenico Messina (ITA) |
| 15 november Vriendschappelijk № 604 «onderlinge duels» |        | 59' Ciprian Marica |          | Estadio Ramón de Carranza, Cádiz Toeschouwers: 16.000 Scheidsrechter: Domenico Messina (ITA) |

### 2007
|                                                                         |                                  |       |          |                                                                                            |
| 7 februari Vriendschappelijk № 605 «onderlinge duels» 16:00 uur (UTC+2) | Roemenië                         | 2 – 0 | Moldavië | Lia Manoliu Stadion, Boekarest Toeschouwers: 4.000 Scheidsrechter: Alexandru Deaconu (ROM) |
| 7 februari Vriendschappelijk № 605 «onderlinge duels» 16:00 uur (UTC+2) | Ionut Mazilu 74' Adrian Mutu 87' |       |          | Lia Manoliu Stadion, Boekarest Toeschouwers: 4.000 Scheidsrechter: Alexandru Deaconu (ROM) |

|                                                             |           |       |          |                                                                           |
| 24 maart EK-kwalificatie № 606 «onderlinge duels» 20:30 uur | Nederland | 0 – 0 | Roemenië | De Kuip, Rotterdam Toeschouwers: 49.000 Scheidsrechter: Markus Merk (GER) |
| 24 maart EK-kwalificatie № 606 «onderlinge duels» 20:30 uur |           |       |          | De Kuip, Rotterdam Toeschouwers: 49.000 Scheidsrechter: Markus Merk (GER) |

|                                                             |                                                      |       |           |                                                                                           |
| 28 maart EK-kwalificatie № 607 «onderlinge duels» 16:30 uur | Roemenië                                             | 3 – 0 | Luxemburg | Stadionul Ceahlăul, Piatra Neamț Toeschouwers: 12.000 Scheidsrechter: Romāns Lajuks (LAT) |
| 28 maart EK-kwalificatie № 607 «onderlinge duels» 16:30 uur | Adrian Mutu 26' Cosmin Contra 56' Ciprian Marica 90' |       |           | Stadionul Ceahlăul, Piatra Neamț Toeschouwers: 12.000 Scheidsrechter: Romāns Lajuks (LAT) |

|                                                           |                |       |                                      |                                                                             |
| 2 juni EK-kwalificatie № 608 «onderlinge duels» 20:45 uur | Slovenië       | 1 – 2 | Roemenië                             | Arena Petrol, Celje Toeschouwers: 7.000 Scheidsrechter: Stuart Dougal (SCO) |
| 2 juni EK-kwalificatie № 608 «onderlinge duels» 20:45 uur | Dare Vršič 90' |       | 50' Gabriel Tamaș 69' Bănel Nicoliță | Arena Petrol, Celje Toeschouwers: 7.000 Scheidsrechter: Stuart Dougal (SCO) |

|                                                           |                                   |       |          |                                                                                         |
| 6 juni EK-kwalificatie № 609 «onderlinge duels» 20:00 uur | Roemenië                          | 2 – 0 | Slovenië | Dan Păltinișanustadion, Timișoara Toeschouwers: 18.000 Scheidsrechter: Alon Yefet (ISR) |
| 6 juni EK-kwalificatie № 609 «onderlinge duels» 20:00 uur | Adrian Mutu 41' Cosmin Contra 70' |       |          | Dan Păltinișanustadion, Timișoara Toeschouwers: 18.000 Scheidsrechter: Alon Yefet (ISR) |

|                                                        |                                  |       |          |                                                                                      |
| 22 augustus Vriendschappelijk № 610 «onderlinge duels» | Roemenië                         | 2 – 0 | Turkije' | Stadionul Național, Boekarest Toeschouwers: 12.000 Scheidsrechter: Markus Merk (GER) |
| 22 augustus Vriendschappelijk № 610 «onderlinge duels» | Nicolae Dică 61' Adrian Mutu 70' |       |          | Stadionul Național, Boekarest Toeschouwers: 12.000 Scheidsrechter: Markus Merk (GER) |

|                                                      |                         |       |                                                         |                                                                                   |
| 8 september EK-kwalificatie № 611 «onderlinge duels» | Wit-Rusland             | 1 – 3 | Roemenië                                                | Dynama Stadion, Minsk Toeschouwers: 19.320 Scheidsrechter: Peter Fröjdfeldt (SWE) |
| 8 september EK-kwalificatie № 611 «onderlinge duels» | Maksim Ramashchanka 20' |       | 16' Adrian Mutu 42' Nicolae Dică 76' (pen.) Adrian Mutu | Dynama Stadion, Minsk Toeschouwers: 19.320 Scheidsrechter: Peter Fröjdfeldt (SWE) |

|                                                                   |                                                          |       |                |                                                                                       |
| 12 september Vriendschappelijk № 612 «onderlinge duels» 20:00 uur | Duitsland                                                | 3 – 1 | Roemenië       | RheinEnergieStadion, Keulen Toeschouwers: 44.500 Scheidsrechter: Nicola Rizzoli (ITA) |
| 12 september Vriendschappelijk № 612 «onderlinge duels» 20:00 uur | Bernd Schneider 42' David Odonkor 65' Lukas Podolski 82' |       | 3' Dorin Goian | RheinEnergieStadion, Keulen Toeschouwers: 44.500 Scheidsrechter: Nicola Rizzoli (ITA) |

|                                                               |                 |       |           |                                                                                      |
| 13 oktober EK-kwalificatie № 613 «onderlinge duels» 20:30 uur | Roemenië        | 1 – 0 | Nederland | Stadionul Farul, Constanța Toeschouwers: 12.595 Scheidsrechter: Kyros Vassaras (GRE) |
| 13 oktober EK-kwalificatie № 613 «onderlinge duels» 20:30 uur | Dorin Goian 72' |       |           | Stadionul Farul, Constanța Toeschouwers: 12.595 Scheidsrechter: Kyros Vassaras (GRE) |

|                                                               |           |                                        |          |                                                                                     |
| 17 oktober EK-kwalificatie № 614 «onderlinge duels» 16:00 uur | Luxemburg | 0 – 2                                  | Roemenië | Stade Josy Barthel, Luxemburg Toeschouwers: 3.584 Scheidsrechter: Felix Brych (GER) |
| 17 oktober EK-kwalificatie № 614 «onderlinge duels» 16:00 uur |           | 42' Florentin Petre 61' Ciprian Marica |          | Stade Josy Barthel, Luxemburg Toeschouwers: 3.584 Scheidsrechter: Felix Brych (GER) |

|                                                                |                     |       |          |                                                                                               |
| 17 november EK-kwalificatie № 615 «onderlinge duels» 20:30 uur | Bulgarije           | 1 – 0 | Roemenië | Vasil Levski Nationaal Stadion, Sofia Toeschouwers: 3.000 Scheidsrechter: Konrad Plautz (AUT) |
| 17 november EK-kwalificatie № 615 «onderlinge duels» 20:30 uur | Velizar Dimitrov 6' |       |          | Vasil Levski Nationaal Stadion, Sofia Toeschouwers: 3.000 Scheidsrechter: Konrad Plautz (AUT) |

|                                                                | |       |                     |                                                                                        |
| 21 november EK-kwalificatie № 616 «onderlinge duels» 20:30 uur | Roemenië | 6 – 1 | Albanië             | Stadionul Național, Boekarest Toeschouwers: 23.427 Scheidsrechter: Edo Trivković (CRO) |
| 21 november EK-kwalificatie № 616 «onderlinge duels» 20:30 uur | Nicolae Dică 22' Gabriel Tamaș 53' Daniel Niculae 63' Daniel Niculae 68' Ciprian Marica 71' (pen.) Nicolae Dică 73' (pen.) |       | 64' Edmond Kapllani | Stadionul Național, Boekarest Toeschouwers: 23.427 Scheidsrechter: Edo Trivković (CRO) |

### 2008
|                                                                 |                |       |          |                                                                                     |
| 6 februari Vriendschappelijk № 617 «onderlinge duels» 19:45 uur | Israël         | 1 – 0 | Roemenië | Ramat Gan Stadion, Ramat Gan Toeschouwers: 6.300 Scheidsrechter: Duarte Gomes (POR) |
| 6 februari Vriendschappelijk № 617 «onderlinge duels» 19:45 uur | Omer Golan 25' |       |          | Ramat Gan Stadion, Ramat Gan Toeschouwers: 6.300 Scheidsrechter: Duarte Gomes (POR) |

|                                                               |                                                          |       |         |                                                                                   |
| 26 maart Vriendschappelijk № 618 «onderlinge duels» 19:30 uur | Roemenië                                                 | 3 – 0 | Rusland | Stadionul Steaua, Boekarest Toeschouwers: 12.000 Scheidsrechter: Asaf Kenan (ISR) |
| 26 maart Vriendschappelijk № 618 «onderlinge duels» 19:30 uur | Ciprian Marica 45' Daniel Niculae 60' Marius Niculae 75' |       |         | Stadionul Steaua, Boekarest Toeschouwers: 12.000 Scheidsrechter: Asaf Kenan (ISR) |

|                                                             |                                                                     |       |            |                                                                                      |
| 31 mei Vriendschappelijk № 619 «onderlinge duels» 18:45 uur | Roemenië                                                            | 4 – 0 | Montenegro | Ghencea Stadion, Boekarest Toeschouwers: 9.000 Scheidsrechter: Alexandru Tudor (ROM) |
| 31 mei Vriendschappelijk № 619 «onderlinge duels» 18:45 uur | Adrian Mutu 15' Sorin Ghionea 49' Nicolae Dică 55' Nicolae Dică 70' |       |            | Ghencea Stadion, Boekarest Toeschouwers: 9.000 Scheidsrechter: Alexandru Tudor (ROM) |

| EK voetbal 2008 |
| --------------- |

|                                                             |           |       |           |                                                                             |
| 9 juni Euro 2008 Groep C № 620 «onderlinge duels» 18:00 uur | Roemenië  | 0 – 0 | Frankrijk | Letzigrund, Zürich Toeschouwers: 30.585 Scheidsrechter: Manuel Mejuto (ESP) |
| 9 juni Euro 2008 Groep C № 620 «onderlinge duels» 18:00 uur | (details) |       |           | Letzigrund, Zürich Toeschouwers: 30.585 Scheidsrechter: Manuel Mejuto (ESP) |

|                                                              |                       |           |                 |                                                                          |
| 13 juni Euro 2008 Groep C № 621 «onderlinge duels» 18:00 uur | Italië                | 1 – 1     | Roemenië        | Letzigrund, Zürich Toeschouwers: 30.585 Scheidsrechter: Tom Øvrebø (NOR) |
| 13 juni Euro 2008 Groep C № 621 «onderlinge duels» 18:00 uur | Christian Panucci 56' | (details) | 55' Adrian Mutu | Letzigrund, Zürich Toeschouwers: 30.585 Scheidsrechter: Tom Øvrebø (NOR) |

|                                                              |                                              |           |          |                                                                                  |
| 13 juni Euro 2008 Groep C № 622 «onderlinge duels» 20:45 uur | Nederland                                    | 2 – 0     | Roemenië | Stade de Suisse, Bern Toeschouwers: 30.777 Scheidsrechter: Massimo Busacca (SUI) |
| 13 juni Euro 2008 Groep C № 622 «onderlinge duels» 20:45 uur | Klaas-Jan Huntelaar 54' Robin van Persie 87' | (details) |          | Stade de Suisse, Bern Toeschouwers: 30.777 Scheidsrechter: Massimo Busacca (SUI) |

|  |  |  |  |  |  |  |  |  |

|                                                        |                         |       |         |                                                                                      |
| 20 augustus Vriendschappelijk № 623 «onderlinge duels» | Roemenië                | 1 – 0 | Letland | Stadionul Tineretului, Urziceni Toeschouwers: 7.000 Scheidsrechter: Tom Øvrebø (NOR) |
| 20 augustus Vriendschappelijk № 623 «onderlinge duels» | Nicolae Dică 52' (pen.) |       |         | Stadionul Tineretului, Urziceni Toeschouwers: 7.000 Scheidsrechter: Tom Øvrebø (NOR) |

|                                                                |          |                                                                      |          |                                                                                              |
| 6 september WK-kwalificatie № 624 «onderlinge duels» 19:45 uur | Roemenië | 0 – 3                                                                | Litouwen | Stadionul Constantin Rădulescu, Cluj Toeschouwers: 17.000 Scheidsrechter: Marc Douglas (IRL) |
| 6 september WK-kwalificatie № 624 «onderlinge duels» 19:45 uur |          | 31' Marius Stankevičius 69' Saulius Mikoliūnas 86' Mindaugas Kalonas |          | Stadionul Constantin Rădulescu, Cluj Toeschouwers: 17.000 Scheidsrechter: Marc Douglas (IRL) |

|                                                                 |         |                  |          |                                                                               |
| 10 september WK-kwalificatie № 625 «onderlinge duels» 18:30 uur | Faeröer | 0 – 1            | Roemenië | Tórsvøllur, Tórshavn Toeschouwers: 200 Scheidsrechter: Marijo Strahonja (CRO) |
| 10 september WK-kwalificatie № 625 «onderlinge duels» 18:30 uur |         | 59' Răzvan Cociș |          | Tórsvøllur, Tórshavn Toeschouwers: 200 Scheidsrechter: Marijo Strahonja (CRO) |

|                                                               |                                    |       |                                      |                                                                                                |
| 11 oktober WK-kwalificatie № 626 «onderlinge duels» 19:40 uur | Roemenië                           | 2 – 2 | Frankrijk                            | Gheorghe Hagi Stadion, Constanța Toeschouwers: 12.800 Scheidsrechter: Frank De Bleeckere (BEL) |
| 11 oktober WK-kwalificatie № 626 «onderlinge duels» 19:40 uur | Florentin Petre 5' Dorin Goian 16' |       | 36' Franck Ribéry 68' Yoann Gourcuff | Gheorghe Hagi Stadion, Constanța Toeschouwers: 12.800 Scheidsrechter: Frank De Bleeckere (BEL) |

|                                                                  |                                    |       |                       |                                                                                   |
| 19 november Vriendschappelijk № 627 «onderlinge duels» 19:30 uur | Roemenië                           | 2 – 1 | Georgië               | Dinamostadion, Boekarest Toeschouwers: 3.000 Scheidsrechter: Kyros Vassaras (GRE) |
| 19 november Vriendschappelijk № 627 «onderlinge duels» 19:30 uur | Ciprian Marica 62' Dorin Goian 70' |       | 11' Otar Martsvaladze | Dinamostadion, Boekarest Toeschouwers: 3.000 Scheidsrechter: Kyros Vassaras (GRE) |

### 2009
|                                                                  |                    |       |                                    |                                                                                      |
| 11 februari Vriendschappelijk № 628 «onderlinge duels» 19:45 uur | Roemenië           | 1 – 2 | Kroatië                            | Stadionul Steaua, Boekarest Toeschouwers: 8.000 Scheidsrechter: Cristian Balaj (ROM) |
| 11 februari Vriendschappelijk № 628 «onderlinge duels» 19:45 uur | Ciprian Marica 21' |       | 28' Ivan Rakitić 75' Niko Kranjčar | Stadionul Steaua, Boekarest Toeschouwers: 8.000 Scheidsrechter: Cristian Balaj (ROM) |

|                                                             |                                     |       |                                                                    |                                                                                              |
| 28 maart WK-kwalificatie № 629 «onderlinge duels» 19:45 uur | Roemenië                            | 2 – 3 | Servië                                                             | Gheorghe Hagi Stadion, Constanța Toeschouwers: 12.000 Scheidsrechter: Matteo Trefoloni (ITA) |
| 28 maart WK-kwalificatie № 629 «onderlinge duels» 19:45 uur | Ciprian Marica 50' Dorel Stoica 74' |       | 18' Milan Jovanović 44' (e.d.) Dorel Stoica 59' Branislav Ivanović | Gheorghe Hagi Stadion, Constanța Toeschouwers: 12.000 Scheidsrechter: Matteo Trefoloni (ITA) |

|                                                            |                                   |       |                     |                                                                                       |
| 1 april WK-kwalificatie № 630 «onderlinge duels» 20:30 uur | Oostenrijk                        | 2 – 1 | Roemenië            | Hypo Group Arena, Klagenfurt Toeschouwers: 23.000 Scheidsrechter: Craig Thomson (SCO) |
| 1 april WK-kwalificatie № 630 «onderlinge duels» 20:30 uur | Erwin Hoffer 25' Erwin Hoffer 44' |       | 24' Cristian Tănase | Hypo Group Arena, Klagenfurt Toeschouwers: 23.000 Scheidsrechter: Craig Thomson (SCO) |

|                                                           |          |                    |          |                                                                                      |
| 6 juni WK-kwalificatie № 631 «onderlinge duels» 20:00 uur | Litouwen | 0 – 1              | Roemenië | Sūduva Stadion, Marijampolė Toeschouwers: 4.000 Scheidsrechter: Jonas Eriksson (SWE) |
| 6 juni WK-kwalificatie № 631 «onderlinge duels» 20:00 uur |          | 38' Ciprian Marica |          | Sūduva Stadion, Marijampolė Toeschouwers: 4.000 Scheidsrechter: Jonas Eriksson (SWE) |

|                                                                  |           |                     |          |                                                                                          |
| 12 augustus Vriendschappelijk № 632 «onderlinge duels» 20:00 uur | Hongarije | 0 – 1               | Roemenië | Ferenc Puskás Stadion, Boedapest Toeschouwers: 9.000 Scheidsrechter: Vladimir Vnuk (SVK) |
| 12 augustus Vriendschappelijk № 632 «onderlinge duels» 20:00 uur |           | 42' Tiberiu Ghioane |          | Ferenc Puskás Stadion, Boedapest Toeschouwers: 9.000 Scheidsrechter: Vladimir Vnuk (SVK) |

|                                                                |                   |       |                          |                                                                                    |
| 5 september WK-kwalificatie № 633 «onderlinge duels» 21:00 uur | Frankrijk         | 1 – 1 | Roemenië                 | Stade de France, Saint-Denis Toeschouwers: 78.209 Scheidsrechter: Ivan Bebek (CRO) |
| 5 september WK-kwalificatie № 633 «onderlinge duels» 21:00 uur | Thierry Henry 48' |       | 55' (e.d.) Julien Escudé | Stade de France, Saint-Denis Toeschouwers: 78.209 Scheidsrechter: Ivan Bebek (CRO) |

|                                                                |                 |       |                    |                                                                                       |
| 9 september WK-kwalificatie № 634 «onderlinge duels» 19:45 uur | Roemenië        | 1 – 1 | Oostenrijk         | Stadionul Steaua, Boekarest Toeschouwers: 7.834 Scheidsrechter: Martin Atkinson (ENG) |
| 9 september WK-kwalificatie № 634 «onderlinge duels» 19:45 uur | Gigel Bucur 54' |       | 83' Franz Schiemer | Stadionul Steaua, Boekarest Toeschouwers: 7.834 Scheidsrechter: Martin Atkinson (ENG) |

|                                                               | |       |          |                                                                                             |
| 10 oktober WK-kwalificatie № 635 «onderlinge duels» 20:30 uur | Servië                                                                                             | 5 – 0 | Roemenië | Crvena Zvezda Stadion, Belgrado Toeschouwers: 39.839 Scheidsrechter: Costas Kapitanis (CYP) |
| 10 oktober WK-kwalificatie № 635 «onderlinge duels» 20:30 uur | Nikola Žigić 36' Marko Pantelić 50' Zdravko Kuzmanović 77' Milan Jovanović 87' Milan Jovanović 90' |       |          | Crvena Zvezda Stadion, Belgrado Toeschouwers: 39.839 Scheidsrechter: Costas Kapitanis (CYP) |

|                                                               |                                                     |       |               |                                                                                               |
| 14 oktober WK-kwalificatie № 636 «onderlinge duels» 20:00 uur | Roemenië                                            | 3 – 1 | Faeröer       | Stadionul Ceahlăul, Piatra Neamț Toeschouwers: 10.500 Scheidsrechter: Aleksandr Gvardis (RUS) |
| 14 oktober WK-kwalificatie № 636 «onderlinge duels» 20:00 uur | Iulian Apostol 16' Gigel Bucur 65' Ionuţ Mazilu 88' |       | 88' Egil á Bø | Stadionul Ceahlăul, Piatra Neamț Toeschouwers: 10.500 Scheidsrechter: Aleksandr Gvardis (RUS) |

|                                                                  |       |                    |          |                                                                                              |
| 14 november Vriendschappelijk № 637 «onderlinge duels» 17:00 uur | Polen | 0 – 1              | Roemenië | Stadion Wojska Polskiego, Warschau Toeschouwers: 5.000 Scheidsrechter: Menashe Mashiah (ISR) |
| 14 november Vriendschappelijk № 637 «onderlinge duels» 17:00 uur |       | 59' Daniel Niculae |          | Stadion Wojska Polskiego, Warschau Toeschouwers: 5.000 Scheidsrechter: Menashe Mashiah (ISR) |

FRF · A-internationals · Selecties · Bondscoaches · Statistieken · Roemeens vrouwenelftal · Olympisch elftal · Roemenië U21 · Roemenië U20 · Roemenië U19 · Roemenië U18 · Roemenië U17 · Roemenië U16
1922 – 1929 · 
1930 – 1939 · 
1940 – 1949 · 
1950 – 1959 · 
1960 – 1969 · 
1970 – 1979 · 
1980 – 1989 · 
1990 – 1999 · 
2000 – 2009 · 
2010 – 2019 · 
2020 – 2029
EK's: 1984 · 
1996 · 
2000 · 
2008 · 
2016 · 
2024
WK's: 1930 · 
1934 · 
1938 · 
1970 · 
1990 · 
1994 · 
1998
OS: 1924 · 
1952 · 
1964 · 
2020
1922 · 
1923 · 
1924 · 
1925 · 
1926 · 
1927 · 
1928 · 
1929 · 
1930 · 
1931 · 
1932 · 
1933 · 
1934 · 
1935 · 
1936 · 
1937 · 
1938 · 
1939 · 
1940 · 
1941 · 
1942 · 
1943 · 
1944 · 
1945 · 
1946 · 
1947 · 
1948 · 
1949 · 
1950 · 
1952 · 
1952 · 
1953 · 
1954 · 
1955 · 
1956 · 
1957 · 
1958 · 
1959 · 
1960 · 
1961 · 
1962 · 
1963 · 
1964 · 
1965 · 
1966 · 
1967 · 
1968 · 
1969 · 
1970 · 
1971 · 
1972 · 
1973 · 
1974 · 
1975 · 
1976 · 
1977 · 
1978 · 
1979 · 
1980 · 
1981 · 
1982 · 
1983 · 
1984 · 
1985 · 
1986 · 
1987 · 
1988 · 
1989 · 
1990 · 
1991 · 
1992 · 
1993 · 
1994 · 
1995 · 
1996 · 
1997 · 
1998 · 
1999 · 
2000 · 
2001 · 
2002 · 
2003 · 
2004 · 
2005 · 
2006 · 
2007 · 
2008 · 
2009 · 
2010 · 
2011 · 
2012 · 
2013 · 
2014 · 
2015 ·
2016 ·
2017 ·
2018 ·
2019 ·
2020 ·
2021 ·
2022 ·
2023
Albanië ·
Algerije ·
Andorra ·
Argentinië ·
Armenië ·
Australië ·
Azerbeidzjan ·
België ·
Bolivia ·
Bosnië en Herzegovina ·
Brazilië ·
Bulgarije ·
Chili ·
China ·
Colombia ·
Congo-Kinshasa ·
Cuba ·
Cyprus ·
DDR ·
Denemarken ·
Duitsland ·
Ecuador ·
Egypte ·
Engeland ·
Estland ·
Faeröer ·
Finland ·
Frankrijk ·
Georgië ·
Griekenland ·
Honduras ·
Hongarije ·
Ierland ·
IJsland ·
Irak ·
Iran ·
Israël ·
Italië ·
Ivoorkust ·
Japan ·
Joegoslavië ·
Kameroen ·
Kazachstan · 
Kosovo · 
Kroatië ·
Letland ·
Liechtenstein ·
Litouwen ·
Luxemburg ·
Malta ·
Marokko ·
Mexico ·
Moldavië ·
Montenegro ·
Nederland ·
Nigeria ·
Noord-Ierland ·
Noord-Macedonië ·
Noorwegen ·
Oekraïne ·
Oostenrijk ·
Paraguay ·
Peru ·
Polen ·
Portugal ·
Rusland ·
San Marino ·
Schotland ·
Servië ·
Slovenië ·
Slowakije ·
Sovjet-Unie ·
Spanje ·
Trinidad en Tobago ·
Tsjechië ·
Tsjecho-Slowakije ·
Tunesië ·
Turkije ·
Turkmenistan ·
Uruguay ·
Verenigde Arabische Emiraten ·
Verenigde Staten ·
Wales ·
Wit-Rusland ·
Zuid-Korea ·
Zweden ·
Zwitserland
Albanië (2016) · 
Frankrijk (2008) · 
Frankrijk (2016) · 
Italië (2008) · 
Nederland (2008) · 
Zwitserland (2016)
AFC-zone: Afghanistan · Australië · Bahrein · Bangladesh · Bhutan · Brunei · Cambodja · China · Filipijnen · Guam · Hongkong · India · Indonesië · Iran · Irak · Japan · Jemen · Jordanië · Koeweit · Kirgizië · Laos · Libanon · Macau · Maleisië · Maldiven · Mongolië · Myanmar · Nepal · Noord-Korea · Oezbekistan · Oman · Oost-Timor · Pakistan · Palestina · Qatar · Saoedi-Arabië · Singapore · Sri Lanka · Syrië · Tadzjikistan · Taiwan · Thailand · Turkmenistan · Verenigde Arabische Emiraten · Vietnam · Zuid-Korea

CAF-zone: Algerije · Angola · Benin · Botswana · Burkina Faso · Burundi · Centraal-Afrikaanse Republiek · Comoren · Congo-Brazzaville · Congo-Kinshasa · Djibouti · Egypte · Equatoriaal-Guinea · Eritrea · Ethiopië · Gabon · Gambia · Ghana · Guinee · Guinee-Bissau · Ivoorkust · Kaapverdië · Kameroen · Kenia · Lesotho · Liberia · Libië · Madagaskar · Malawi · Mali  ·Mauritanië · Mauritius · Marokko · Mozambique · Namibië · Niger · Nigeria · Oeganda · Rwanda · Sao Tomé en Principe · Senegal · Seychellen · Sierra Leone · Soedan · Somalië · Swaziland · Tanzania · Togo · Tsjaad · Tunesië · Zambia · Zimbabwe · Zuid-Afrika

CONCACAF-zone: Amerikaanse Maagdeneilanden · Anguilla · Antigua en Barbuda · Aruba · Bahama's · Barbados · Belize · Bermuda · Britse Maagdeneilanden · Canada · Kaaimaneilanden · Costa Rica · Cuba · Dominica · Dominicaanse Republiek · El Salvador · Frans Guyana · Grenada · Guadeloupe · Guatemala · Guyana · Haïti · Honduras · Jamaica · Martinique · Mexico · Montserrat · 
Nicaragua · Panama · Puerto Rico · Saint Kitts en Nevis · Saint Lucia · Saint Vincent en de Grenadines · Sint Maarten · Suriname · Trinidad en Tobago · Turks- en Caicoseilanden · Verenigde Staten

CONMEBOL-zone: Argentinië · Bolivia · Brazilië · Chili · Colombia · Ecuador · Paraguay · Peru · Uruguay · Venezuela

OFC-zone: Amerikaans-Samoa · Cookeilanden · Fiji · Nieuw-Caledonië · Nieuw-Zeeland · Papoea-Nieuw-Guinea · Samoa · Salomoneilanden · Tahiti · Tonga · Vanuatu

UEFA-zone: Albanië · Andorra · Armenië · Azerbeidzjan · België · Bosnië en Herzegovina · Bulgarije · Cyprus · Denemarken · Duitsland · Engeland · Estland · Faeröer · Finland · Frankrijk · Georgië · Griekenland · Hongarije · IJsland · Ierland · Israël · Italië · Kazachstan · Kroatië · Letland · Liechtenstein · Litouwen · Luxemburg · Macedonië · Malta · Moldavië · Montenegro · Nederland · Noord-Ierland · Noorwegen · Oekraïne · Oostenrijk · Polen · Portugal · Roemenië · Rusland · San Marino · Schotland · Servië · Servië en Montenegro · Slovenië · Slowakije · Spanje · Tsjechië · Turkije · Wales · Wit-Rusland · Zweden · Zwitserland